# Агрегатування
Агрегатува́ння — метод створення машин та їх комплексів шляхом компонування їх із обмеженої кількості стандартних і уніфікованих деталей, вузлів і агрегатів, що мають геометричну та функціональну взаємозамінність. У теорії стандартизації агрегатування розглядається як один з методів уніфікації, поряд із взаємозамінністю, типізацією та симпліфікацією.
Агрегатування широко застосовується при створенні машин різного призначення, оскільки дозволяє найраціональніше організувати виробництво і експлуатацію машин.

## Значення
Агрегатування сприяє розширенню області застосування машин через заміну їхніх окремих вузлів і блоків, можливість компонувати машини, прилади, устаткування різного функціонального призначення з окремих вузлів (агрегатів). Цей метод дає змогу також збільшити номенклатуру машин і устаткування, що виробляється за рахунок модифікації їхніх основних типів та утворення різних варіантів виконань.
Агрегатування дозволяє збільшити серійність окремих вузлів, а отже, і знизити вартість їх виготовлення завдяки запровадженню механізації і автоматизації виробництва.
Агрегатування значно здешевлює і спрощує своєчасне і безперервне вдосконалення різних машин шляхом зміни конструкції морально застарілих вузлів.
Метод агрегатування покращує експлуатацію і прискорює ремонт машин: при виході з ладу одного з агрегатів час простою машини можна скоротити, замінивши несправний агрегат справним. Агрегатний метод ремонту, тобто заміна несправних вузлів новими або відремонтованими, є найпоширенішим методом ремонту.

## Використання
Метод агрегатування використовується
- при створенні засобів вимірювань, які можуть компонуватись із уніфікованих блоків, давачів, вимірювальних головок, вимірювальних перетворювачів, елементів пневматичних приладів, допоміжної апаратури тощо;
- у радіоелектроніці — при проектуванні різноманітної радіоелектронної апаратури на основі функціонально-вузлового методу;
- в машинобудуванні — при реалізації технологічних процесів з використанням окремих машин і механізмів, що виконують певну сукупність операцій. Розрізняють агрегатування послідовне, паралельне і послідовно-паралельне.
- У хімії:
  - У фізичній хімії — об'єднання окремих молекулярних частинок внаслідок різного типу взаємодій, в результаті чого утворюється нова фаза (рідка або тверда).
  - У колоїдній хімії — об'єднання окремих молекулярних чи колоїдних частинок у більші скупчення, що звичайно приводить до зниження стабільності колоїдного розчину.